# Bultaco Brinco (bicicleta elèctrica)
|  | No s'ha de confondre amb Bultaco Brinco. |

La Bultaco Brinco fou un vehicle elèctric de dues rodes que era a mig camí entre una motocicleta i una bicicleta (moto-bike). Bultaco Motors, l'empresa que la fabricà fins al 2018, la va llançar el 2015 al preu de 4.800 euros.

## Història
Cap a 1983, la històrica Bultaco de Sant Adrià de Besòs va tancar definitivament. El 2014, un grup d'enginyers i inversors van decidir recuperar la marca i varen fundar Bultaco Motors, empresa que va començar amb una inversió inicial de 20 milions d'euros i, més tard, va rebre una subvenció de la UE d'un milió i mig d'euros per la centraleta electrònica Adaptcontrol.
Bultaco Motors inicià la producció el juliol de 2015 a la seva planta de Montmeló, Vallès Oriental (amb capacitat per a 50.000 vehicles a l'any). Va començar fabricant unes 200 unitats al mes i projectava de vendre'n vora 2.000 el 2015 i vora 5.000 el 2016. El 2015, l'empresa comptava amb 60 treballadors i preveia d'incrementar la plantilla fins a arribar als 100 el 2020. El 60% dels components que munta Bultaco Motors procedeixen de proveïdors situats a menys de 100 quilòmetres de Montmeló, a causa de l'existència d'un important clúster de components per a la moto a la zona.
L'empresa presentà inicialment un prototipus de motocicleta elèctrica avantguardista, amb estètica esportiva, que anomenà Rapitan. A l'hora de començar a produir, però, es va decidir per una moto-bike per a la qual recuperà un nom comercial històric, "Brinco" (emprat per l'antiga Bultaco en un model de motocicleta juvenil llançat el 1973).

## Característiques
La Brinco era un vehicle elèctric lleuger que pesava 39,5 kg amb la bateria inclosa. Disposava d'accelerador al puny per administrar la potència elèctrica i de pedals que permetien impulsar-se de forma independent. La velocitat màxima sense assistència dels pedals era de 60 km/h.

### Motor
El motor elèctric, un de trifàsic d'imants permanents sense escombretes, estava integrat a la roda posterior. La potència màxima era de 2 kW (3 CV) amb un parell màxim de 60 N·m, disponible des de 0 rpm.
Disposava de sensors de velocitat i temperatura integrats. La refrigeració era passiva per aire.

#### Engegada
El sistema d'engegada no tenia clau (keyless) i es realitzava per mitjà de braçalet o targeta amb el sistema NFC.

#### Unitat de control
Controlador DC/AC trifàsic amb una potència màxima de 50V-55A.
Disposava d'un sistema d'autodiagnosi integrat i de 3 modes de conducció seleccionables:
- Sport: 2 kW
- Tour: 1,5 kW
- Eco: 0,9 kW

La desacceleració regenerativa recuperava energia i la injecta a la bateria.

### Transmissió

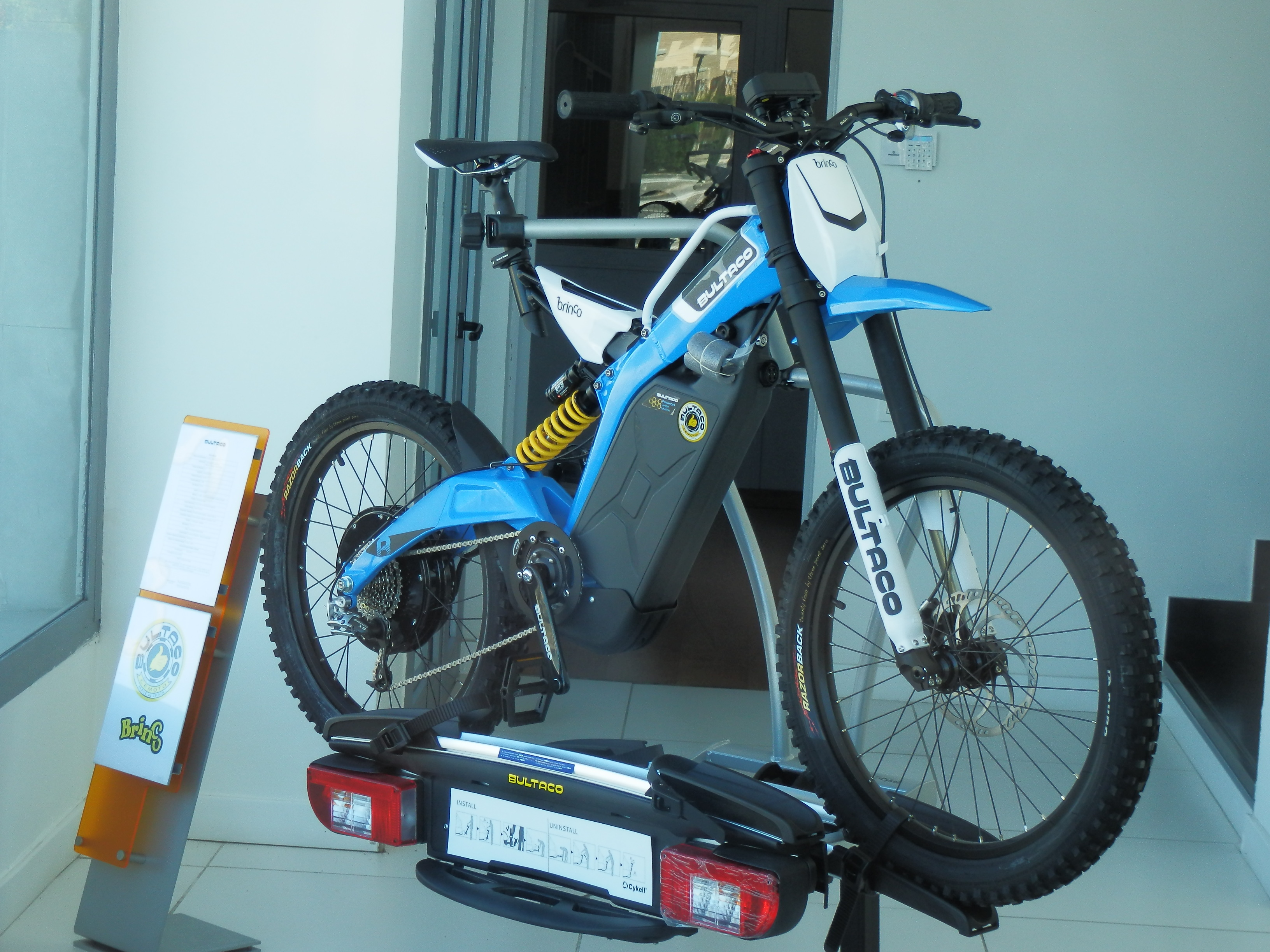
La Bultaco Brinco del 2016

Els pedals disposaven de transmissió manual al puny de 9 velocitats sincronitzades més caixa de transferència al pedalier amb Overdrive i reductora. El motor elèctric disposava del sistema Direct Drive sense marxes.

### Bateria
La bateria extraïble de Li-Ion tenia una capacitat de 1,3 kWh i pesava 8 kg, amb una capacitat nominal de 26,1 Ah. Feia servir la mateixa cèl·lula de bateria que els automòbils Tesla, una de fabricada per Samsung i Panasonic.
La gestió integrada de bateria la realitzava el Power Cell Li-Ion Matrix.

#### Autonomia
L'autonomia depenia del mode de conducció:
Sport: fins a 50 km.
Tour: fins a 75 km.
Eco: fins a 100 km a una velocitat mitjana de 25 km/h.

#### Càrrega
Disposava d'un carregador portàtil d'alt rendiment específic per al Power Cell Li-Ion Matrix de Bultaco Brinco. La potència era de 465 w. L'entrada de corrent era de 110 Vac - 240 Vac. La sortida era de 58,1 Vdc / 8A.
El temps de recàrrega era de:
0%-100% - 3,5h
0%-95% - 3h
0%-80% - 2h
El carregador extern s'endollava a qualsevol presa domèstica de 220 V. La recàrrega es podia fer amb la bateria muntada o treta (es podia extreure del vehicle en 15 segons).

### Part cicle

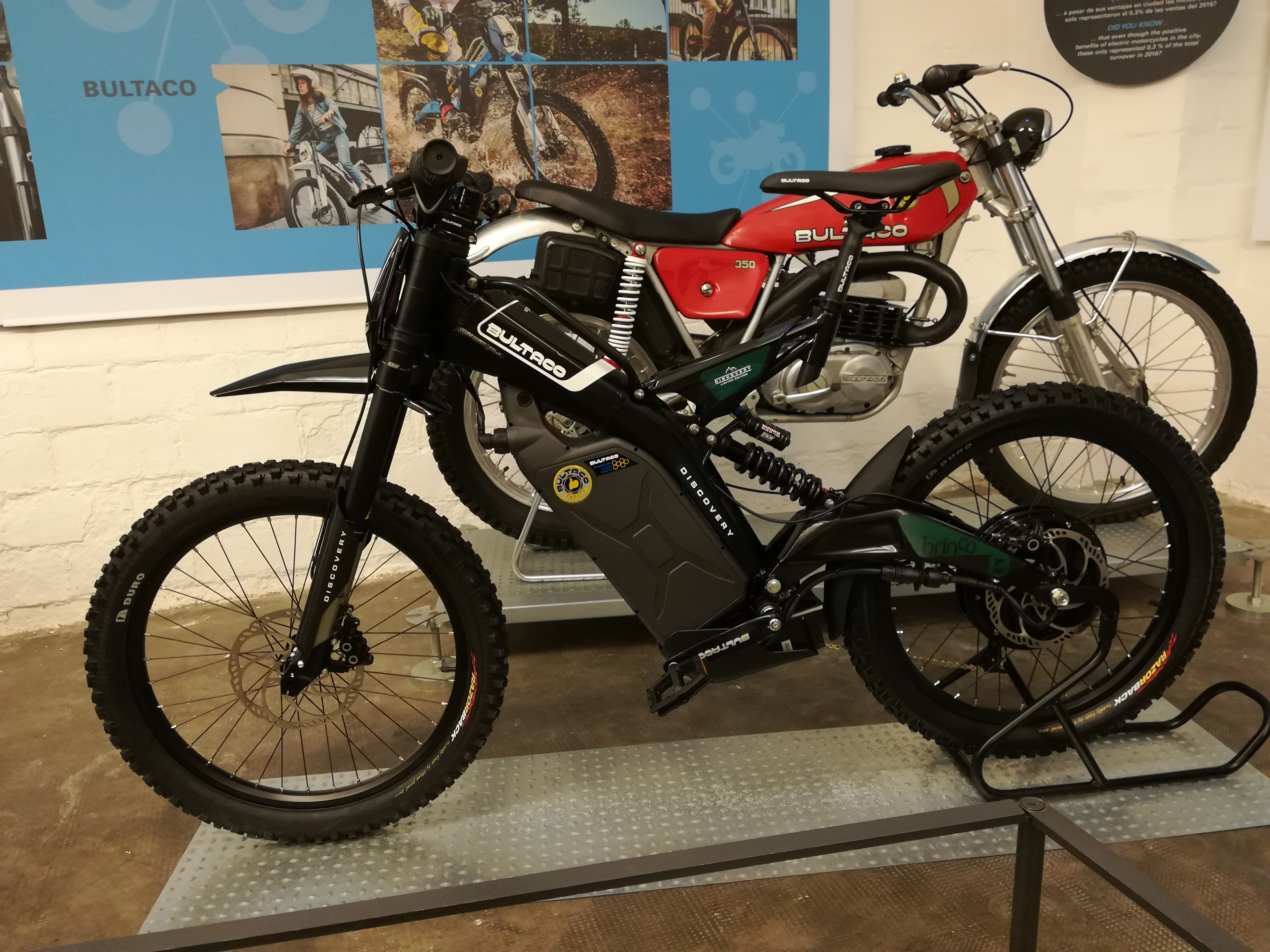
La Bultaco Brinco R Discovery Ltd. Edition del 2017

El xassís era d'aliatge lleuger d'alumini mono-biga amb espina central. El basculant era mono-shock d'aliatge lleuger d'alumini.
Els frens eren de disc de 203 mm de diàmetre, amb pinça de 4 pistons els anteriors i de 2 els posteriors.
La suspensió anterior era de forquilla telescòpica invertida amb regulació de precàrrega de molla i hidràulic en extensió, amb un recorregut de 180 mm. La suspensió posterior era un monoamortidor mono-shock d'alumini amb dipòsit separat regulable en precàrrega, de molla hidràulica en compressió i extensió, amb un recorregut de 217 mm. Els pneumàtics eren Off Road Tyre 24x3" [507-75 ERTRO].

## Medi ambient
Com tots els vehicles elèctrics, la Brinco no produïa contaminació atmosfèrica ni acústica. També tenia el potencial de reduir la dependència del petroli si l'electricitat que consumia era generada per fonts renovables com ara centrals hidroelèctriques, energia eòlica o panells solars. A més, els vehicles elèctrics són molt més eficients que els de benzina, ja que converteixen entre el 59% i el 62% de l'energia proporcionada per un endoll a moure les rodes, mentre que els de benzina només hi converteixen entre un 17% i un 21%.

## Defectes de fabricació
Alguns usuaris de la Bultaco Brinco n'han reportat problemes amb la boixa de la roda posterior, concretament un balanceig que arriba a fer fregar la roda amb el fre. Altres elements afectats són rodaments i casquets del basculant posterior.